# Pingwin cesarski
Pingwin cesarski (Aptenodytes forsteri) – gatunek dużego ptaka z rodziny pingwinów (Spheniscidae), endemiczny dla Antarktydy. Jest największym żyjącym przedstawicielem tej rodziny. Nielot, ma opływowe ciało, a skrzydła usztywnione i spłaszczone w płetwy, odpowiednie do życia w siedlisku morskim. Ptaki te osiągają wysokość do 130 cm i ważą do 45 kg. Samce i samice mają podobne upierzenie. Ich pióra głowy i grzbietu są czarne i ostro kontrastują z białym brzuchem i jasnożółtymi: piersią i obszarami wokół uszu.
Jego dieta składa się głównie z ryb, ale obejmuje również skorupiaki, takie jak kryl, i głowonogi, np. kałamarnice. Podczas polowania może pozostawać zanurzony około 20 minut, nurkując na głębokość 535 m. Ułatwia to kilka przystosowań jego organizmu, w tym niezwykła struktura hemoglobiny, która pozwala na funkcjonowanie przy niskim poziomie tlenu, zdolność do ograniczania metabolizmu, jak również kości niezawierające przestrzeni wypełnionych powietrzem, co zmniejsza barotraumę.
To jedyny gatunek pingwina odbywający lęgi w czasie antarktycznej zimy. Przemierza 50–120 km przez obszary pokryte lodem, by dotrzeć do kolonii lęgowych, które mogą skupiać ponad kilka tysięcy osobników. Samica składa pojedyncze jajo, które samiec wysiaduje przez nieco ponad dwa miesiące, podczas gdy partnerka wraca do morza, by zdobywać pokarm. Następnie rodzice na zmianę żerują na morzu i opiekują się pisklęciem w kolonii. Długość życia na wolności wynosi zazwyczaj 20 lat, choć zaobserwowano, że niektóre osobniki mogą dożywać 50.

## Taksonomia
Pingwiny cesarskie zostały opisane w 1844 przez angielskiego zoologa George’a Roberta Graya. Nazwa rodzajowa pochodzi od starogreckich wyrazów, ἀ-πτηνο-δύτης [a-ptēno-dytēs], „bez-skrzydły-nurek″. Nazwa gatunkowa nadana została dla uczczenia niemieckiego przyrodnika Johanna Reinholda Forstera, który towarzyszył kapitanowi Jamesowi Cookowi w drugiej wyprawie dokoła świata i nadał nazwy pięciu innym gatunkom pingwinów. Forster mógł być pierwszą osobą, która widziała te pingwiny w 1773–1774, kiedy zanotował dostrzeżenie zwierzęcia, które wtedy wydało mu się podobne do pingwina królewskiego (A. patagonicus), ale – biorąc pod uwagę miejsce – mógł to być właśnie A. forsteri. Nie wyróżnia się podgatunków.
Obok pingwina królewskiego pingwin cesarski jest jednym z dwóch żyjących gatunków z rodzaju Aptenodytes. Dowody na istnienie trzeciego gatunku – pingwina Ridgena (A. ridgeni) – w postaci skamieniałości odnaleziono w Nowej Zelandii w zapisach kopalnych z późnego pliocenu, z okresu sprzed około trzech milionów lat.

### Genetyka
Na podstawie badań nad zachowaniami i genetyką pingwinów zaproponowano, że rodzaj Aptenodytes jest bazalny w obrębie rzędu Sphenisciformes, innymi słowy, że wydzielił się z gałęzi, która prowadzi do wszystkich pozostałych, żyjących gatunków pingwinów. Dowody mitochondrialne i oparte na jądrowym DNA sugerują, że rozdzielenie nastąpiło około 40 milionów lat temu. Inne badania sugerują że nastąpiło to we wczesnej epoce miocenu w chłodnych regionach przybrzeżnych Australii i Nowej Zelandii. Przodkowie pingwina królewskiego i cesarskiego odłączyli się od innych pingwinów i przenieśli odpowiednio na wody subantarktyczne i antarktyczne, prawdopodobnie w celu wykorzystania obfitych zasobów żywności.
Dawniej dopuszczano możliwość że Aptenodytes i Pygoscelis razem reprezentują klad siostrzany dla wszystkich innych żyjących pingwinów, wyniki badań wskazujących na to mogły wynikać z introgresji.
Kompletny genom mitochondrialny pingwina cesarskiego został po raz pierwszy opisany w 2015. Ma długość 17 301 par zasad, składa się z 13 genów kodujących białka, 22 genów tRNA, dwóch rRNA i jednego regionu kontrolnego.

## Charakterystyka

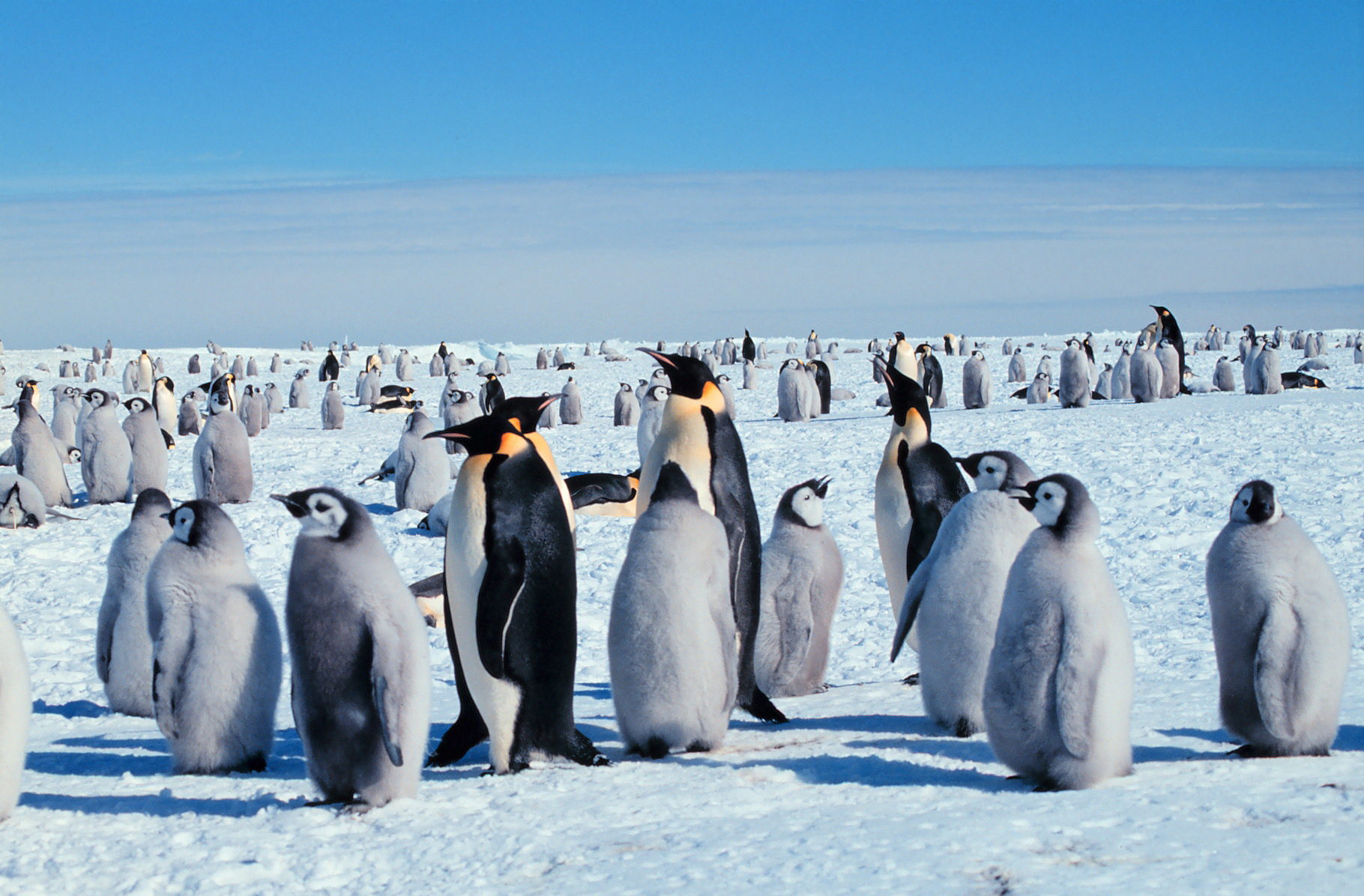
Dorosłe z pisklętami

Dorosły pingwin cesarski osiąga wysokość do 110–130 cm, waży od 22,7 do 45,4 kg, w zależności od płci. Samce ważą więcej od samic. Jest to obecnie piąty pod względem masy ciała gatunek ptaka, ustępuje jedynie większym odmianom bezgrzebieniowców. Masa zmienia się w zależności od pory roku, zarówno samiec jak i samica chudną, wychowując młode i wysiadując jaja. Samiec musi wytrzymać ekstremalne warunki antarktycznej zimy przez ponad dwa miesiące, równocześnie chroniąc wysiadywane jajo. Podczas tego okresu nic nie je. Większość samców traci około 12 kg, oczekując, aż z jaj wyklują się pisklęta. Średnia masa samców na początku sezonu rozrodczego to 38 kg, natomiast samic 29,5 kg. Po sezonie rozrodczym spada do 23 kg u obojga płci.
Tak jak wszystkie gatunki pingwinów, pingwiny cesarskie mają opływowy kształt ciała, co minimalizuje opór hydrodynamiczny podczas pływania, i skrzydła, które bardziej przypominają sztywne, płaskie płetwy. Język jest wyposażony w zwrócone ku tyłowi jamy ustnej haczyki, które zapobiegają uwolnieniu się schwytanej ofiary. Samce i samice mają podobne rozmiary i upierzenie. Samiec ma bardzo ciemne pióra grzbietowe, pokrywające głowę, obszar pod dziobem, gardło, grzbiet, grzbietową część płetw i ogon. Ciemne upierzenie ostro odcina się od jasnego, które występuje w pozostałych częściach ciała zwierzęcia. Pod skrzydłami i na brzuchu jest białe, aż do górnej części piersi, gdzie staje się bladożółte, natomiast obszary wokół uszu są jasnożółte. Górna część żuchwy z 8 cm dziobem jest czarna, dolna część może być różowa, pomarańczowa lub wrzosowa. U młodych osobników obszary przyuszne, obszar pod dziobem i gardło są białe, a dziób jest czarny. Pisklęta pingwina cesarskiego zwykle są upierzone na ciemnoszaro w dolnej części ciała i mają czarne głowy z białymi obszarami tworzącymi maskę wokół oczu. W 2001 zauważono pisklę upierzone całkowicie na biało, jednak nie zostało uznane za albinosa ze względu na brak różowych oczu. Pisklęta ważą około 315 g po wykluciu i w pełni pokrywają się piórami, gdy osiągną około 50% masy ciała osobnika dorosłego.
Ciemne upierzenie pingwina cesarskiego przechodzi w brązowe od listopada do lutego (antarktyczne lato), przed corocznym pierzeniem w styczniu i lutym. Pierzenie jest szybkie w porównaniu do innych gatunków ptaków, zajmuje jedynie około 34 dni. Pióra wyłaniają się spod skóry, gdy osiągną jedną trzecią całkowitej długości docelowej i zanim stare pióra są gubione, co pomaga zmniejszyć straty cieplne. Nowe pióra wypychają stare, zanim jeszcze przestaną one rosnąć.
Szansę na przeżycie kolejnego roku przez dorosłego pingwina cesarskiego oszacowano na 95,1%, przy czym średnia długość życia wynosi 19,9 roku. Badania wykazały, że 1% pingwinów z lęgu może dożyć 50 lat. Tylko 19% piskląt przeżywa pierwszy rok od wyklucia. Około 80% populacji stanowią więc osobniki dorosłe, powyżej pięciu lat.

### Głos
Gatunek nie ma stałych miejsc gniazdowania, których można by użyć jako punkt odniesienia przy lokalizowaniu partnera lub pisklęcia, dlatego pingwiny cesarskie we wzajemnej identyfikacji muszą polegać jedynie na nawoływaniu. Używają złożonego zestawu nawoływań, które są konieczne do rozpoznania rodziców, potomstwa i partnera. Wykorzystują najwięcej rodzajów nawoływań spośród wszystkich pingwinów. Przy wokalizacji używają dwóch pasm częstotliwości równocześnie. Sygnał wokalny tych ptaków składa się z ciągłego wzorca dwóch równoczesnych serii harmonicznie powiązanych pasm o nieco różnych częstotliwościach. Każda połowa dwuczłonowej krtani dolnej (syrinx) ma niezależny zestaw mięśni i błon, które są zaangażowane w fonację i kontrolowane oddzielnie przez gałęzie prawego i lewego nerwu podjęzykowego. Ten podwójny system pozwala ptakom na równoczesne wytwarzanie dwóch głosów. Pisklęta używają gwizdów o modulowanej częstotliwości, by prosić o pokarm oraz do kontaktu z rodzicami.

### Przystosowanie do temperatury
Pingwiny cesarskie odbywają lęgi w najzimniejszym środowisku spośród wszystkich ptaków. Temperatury mogą osiągać –40 °C przy wietrze do 144 km/h. Woda ma niską temperaturę –1,8 °C, co jest wartością znacznie mniejszą niż średnia temperatura ciała pingwina, która wynosi 39 °C. Gatunek rozwinął wiele adaptacji przeciwdziałających utracie ciepła. Gęste pióra izolują w 80–90%. Poniżej leży podskórna warstwa tłuszczu – o grubości do 3 cm w okresie przed sezonem rozrodczym. Podczas gdy zagęszczenie piór konturowych (profilowych) to w przybliżeniu 9 na centymetr kwadratowy, kombinacja gęstych piór dolnych i przypiórek prawdopodobnie odgrywa główną rolę w izolowaniu od zimna. Mięśnie umożliwiają trzymanie piór w uniesieniu na lądzie, co redukuje straty cieplne przez zatrzymywanie warstwy powietrza blisko skóry. W wodzie natomiast odwrotnie – pióra są ułożone płasko, przez co oddzielają skórę i dolne warstwy piór od wody. Czyszczenie piór jest kluczowe dla zachowania izolacji i utrzymania upierzenia odpychającego wodę.
Pingwin cesarski jest zdolny do termoregulacji (utrzymywania temperatury ciała) bez zmiany metabolizmu, w reakcji na szerokie zakresy temperatur. Termoneutralny zasięg wynosi od –10 do 20 °C. Poniżej tego zakresu tempo metabolizmu znacznie przyspiesza, choć osobnik może utrzymać wewnętrzną temperaturę ciała (około 38 °C) w zbadanym zakresie temperatur na zewnątrz od 20 °C do –47 °C. Ruchy wykonywane przy pływaniu i chodzeniu oraz drżenie ciała stanowią trzy główne mechanizmy zwiększenia metabolizmu. Czwarty proces wiąże się ze zwiększeniem rozkładu tłuszczów przez enzymy, co jest indukowane przez glukagon. Przy temperaturze powyżej 20 °C pingwin może zachowywać się niespokojnie ze względu na temperaturę ciała i tempo metabolizmu, które zwiększa się. Unoszenie skrzydeł i odkrywanie obszarów pod nimi zwiększa ekspozycję powierzchni ciała na powietrze o 16%, co wywołuje szybsze wychładzanie.

### Przystosowanie do ciśnienia i niskiego poziomu tlenu

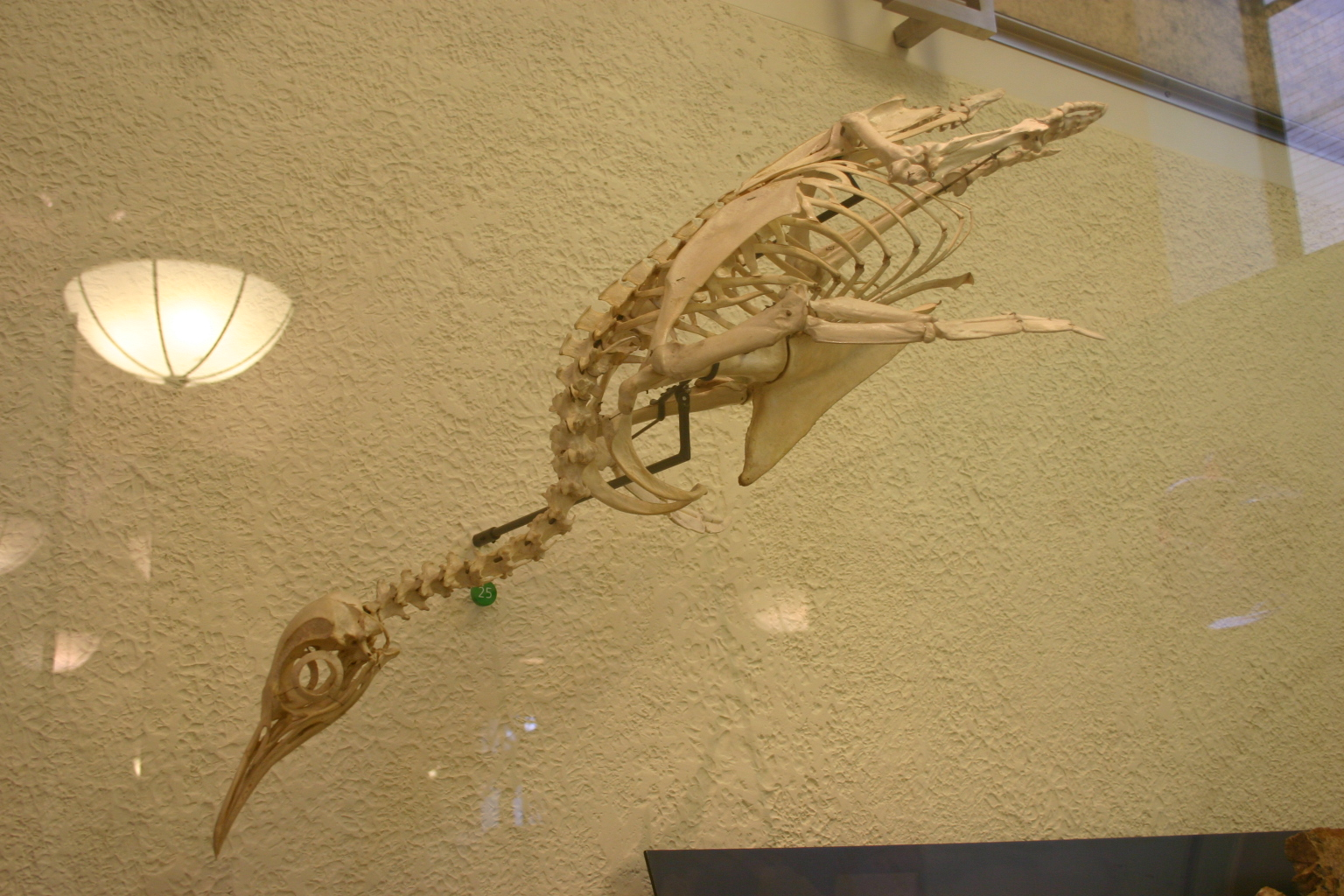
Szkielet zawieszony w Amerykańskim Muzeum Historii Naturalnej

Poza mrozem pingwiny cesarskie muszą mierzyć się z innymi trudnymi warunkami podczas głębokiego nurkowania: znacznie wzrastającym poziomem ciśnienia, do 40 razy większego niż na powierzchni, które u większości innych organizmów lądowych spowodowałoby barotraumę. Kości pingwinów mają stałą budowę zamiast wypełnienia powietrzem, co eliminuje ryzyko mechanicznego urazu ciśnieniowego.
Podczas nurkowania oddychanie tlenowe u pingwinów jest znacznie zmniejszone, a tętno spada do 15–20 uderzeń na minutę, co pozwala na dłuższe zanurzenie. Ta ekstremalna tolerancja hipoksemii, która byłaby katastrofalna w przypadku wielu ptaków i ssaków, wymaga adaptacji biochemicznych i molekularnych, w tym przesunięcia krzywej dysocjacji O
2-Hb pingwina cesarskiego w porównaniu do większości ptaków. Ich hemoglobina i mioglobina mogą wiązać i przenosić tlen, przy małym stężeniu we krwi. Pozwala to na funkcjonowanie przy bardzo niskim poziomie tlenu, co w innym wypadku zakończyłoby się utratą przytomności. Wykresy wartości ciśnienia O
2 uzyskane za pomocą przyrządów pomiarowych wykazały, że 42% nurkowań pingwinów cesarskich charakteryzowało się wartościami ciśnienia w worku powietrznym poniżej 20 mmHg (1 mmHg=133,3 Pa). Tak niskie wartości są znaczące w porównaniu z innymi ptakami. Wartość ta jest niższa niż wartości w powietrzu wdychanym (23 mmHg) u ptaków na wysokości nawet 11 580 m (Black i Tenney, 1980). Wartości te u swobodnie nurkujących pingwinów cesarskich są również niższe niż wartości w worku powietrznym (∼30 mmHg) u krzyżówek (Anas platyrhynchos) zmuszonych do zanurzenia się do punktu „zapaści sercowo-naczyniowej” (Hudson i Jones, 1986).

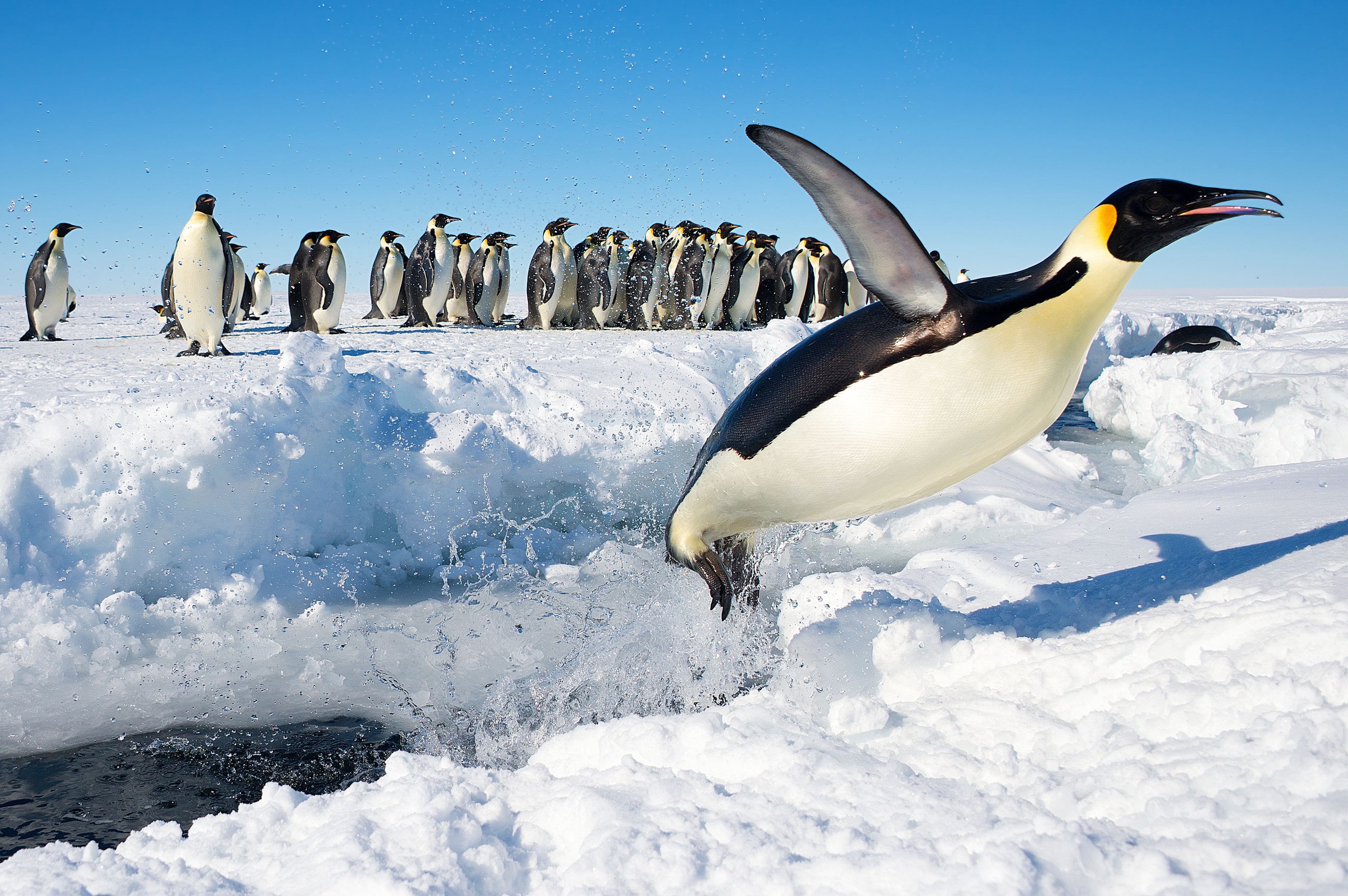
Pingwin cesarski wyskakujący z wody na Antarktydzie

## Występowanie
Zasięg występowania pingwina cesarskiego obejmuje antarktyczną strefę podbiegunową, prawie w całości między południkami 66° i 77°. Prawie zawsze odbywa lęgi na stałych pakach polarnych, blisko brzegu i do 18 km od wybrzeża. Kolonie lęgowe rozmieszczone są zwykle na obszarach, gdzie polarne klify i góry lodowe zapewniają pewną ochronę przed wiatrem. Zaobserwowano trzy kolonie na lądzie: jedną (obecnie zanikła) na pojedynczej kamiennej mierzei na Wyspach Dion na Półwyspie Antarktycznym, jedną na cyplu na Lodowcu Taylora na Ziemi Wiktorii i ostatnią w Zatoce Amundsena. Od 2009 zaobserwowano znaczną liczbę kolonii na lodzie szelfowym, a nie na lodzie morskim. W niektórych przypadkach kolonie przenosiły się na szelf w latach, kiedy lód na morzu formował się późno.
Populacja najbardziej wysuniętej na północ kolonii lęgowej występuje na Snow Island, w pobliżu północnego krańca Półwyspu Antarktycznego. Pojedyncze migrujące ptaki były widziane na Wyspach Heard, Georgii Południowej i rzadziej w Nowej Zelandii.
Całkowitą populację szacuje się na około 595 000 dorosłych osobników (stan na 2009), w 46 znanych koloniach, rozmieszczonych wokół Antarktyki i w Subantarktyce. Około 35% znanej populacji tych ptaków występuje na północ od koła podbiegunowego. Największe kolonie zlokalizowane są na Przylądku Waszyngtona, Wyspie Coulmana na Ziemi Wiktorii, w Zatoce Halley, na Przylądku Colbecka i Lodowcu Dibble’a. Liczba i rozmiar kolonii zmienia się z czasem, rozdzielając się na mniejsze kolonie wzdłuż obrzeży głównej grupy, niektóre skupiska znikają całkowicie. Kolonia z Przylądka Croziera na Morzu Rossa zmniejszyła się drastycznie od czasu pierwszego odkrycia przez Discovery Expedition w latach 1902–03 do czasu kolejnych wizyt Terra Nova Expedition w 1910–11. Skurczyła się do kilkuset osobników, przybliżając się do wyginięcia, przez zmiany pozycji lodowca szelfowego. W latach 60. XX wieku w znacznym stopniu się odrodziła, by znów w 2009 zmniejszyć się do około 300 osobników.

### Status ochronny
W 2012 został zmieniony poziom zagrożenia wyginięciem gatunku pingwina cesarskiego – z poziomu najmniejszej troski (least concern) IUCN podniosła status do bliskiego zagrożenia (near threatened). Wraz z dziewięcioma innymi gatunkami pingwinów jest obecnie rozważane włączenie go do amerykańskiego Endangered Species Act. Główne powody zwiększonego niebezpieczeństwa dla przetrwania gatunku, to zmniejszająca się dostępność pożywienia, co z kolei spowodowane jest przez efekty zmiany klimatu i połowy przemysłowe skorupiaków i ryb. Inne powody umieszczenia na liście zagrożonych gatunków to choroby, niszczenie siedlisk i zakłócanie lęgów przez ludzi. Szczególne zagrożenie stanowi wpływ turystyki. We wnioskach jednego z badań zawarto, że pisklęta pingwinów cesarskich w żłobku stają się zaniepokojone, kiedy helikopter zbliża się na odległość 1000 m.
W regionie Terre Adélie zaobserwowano zmniejszenie liczebności populacji o 50%, spowodowane zwiększonym odsetkiem padania starszych ptaków, zwłaszcza samców, podczas nadzwyczajnie wydłużonego okresu ciepłego w późnych latach 70. XX wieku, co skutkowało zmniejszeniem pokrywy lodowej na morzu. Z drugiej strony, odsetek wyklutych jaj zmniejszył się, kiedy pokrywa lodowa się zwiększyła, więcej było także padłych piskląt. Gatunek jest przez to uważany za bardzo wrażliwy na zmiany klimatu. W 2009 stwierdzono, że kolonia z Wysp Dion, kompleksowo badana od 1948, zaniknęła całkowicie w pewnym momencie poprzedniej dekady, los ptaków pozostaje nieznany. Był to pierwszy potwierdzony przypadek utraty całej kolonii.

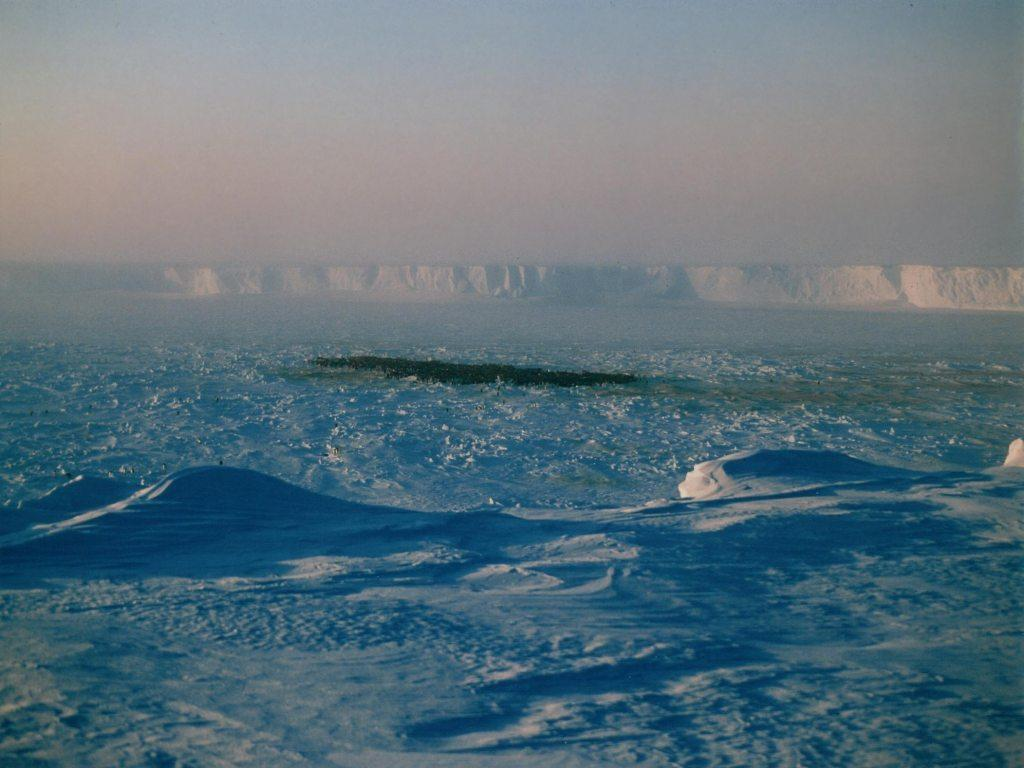
Kolonia Halley Bay w 1999

Od września 2015 El Niño, silne podmuchy wiatrów i rekordowo niska ilość lodu morskiego, spowodowały prawie całkowitą porażkę rozrodczą i śmierć tysięcy piskląt pingwinów cesarskich, przez trzy kolejne sezony lęgowe, w obrębie kolonii Halley Bay, drugiej co do wielkości kolonii tych pingwinów na świecie. Badacze powiązali tę stratę ze zjawiskiem migracji pingwinów do kolonii Dawson-Lambton, 55 km na południe, gdzie populacja zwiększyła się dziesięciokrotnie pomiędzy 2016 i 2018. Jednak nie rekompensuje to znacznej liczby ptaków dawniej odbywających lęgi w kolonii Halley Bay.
Badanie przeprowadzone przez Woods Hole Oceanographic Institution w styczniu 2009 wykazało, że pingwiny cesarskie mogą zostać doprowadzone na skraj wyginięcia do roku 2100 przez zmiany klimatu. Badanie obejmowało stworzenie modelu matematycznego, by przewidzieć jak utrata pokrywy lodowej na morzu, spowodowana ocieplającym się klimatem, wpłynie na dużą kolonię pingwinów z Ziemi Adeli w Antarktyce. Przewidziano 87% zmniejszenie populacji kolonii, z trzech tysięcy par w 2009 do czterech setek par w 2100.
W badaniu z czerwca 2014, przeprowadzonym przez Woods Hole Oceanographic Institution, stwierdzono, że zagrożenie dla pingwinów cesarskich stanowi globalne ocieplenie, które powoduje topnienie lodu morskiego. Oszacowano, że do 2100 liczba osobników we wszystkich 45 koloniach tych ptaków zmniejszy się, głównie na skutek utraty siedlisk. Zmniejszanie się powierzchni lodu skutkuje utratą łowisk krylu, głównego źródła pożywienia pingwinów cesarskich.
W grudniu 2022 dzięki obrazowaniu satelitarnemu odkryto nową kolonię w Verleger Point na Antarktydzie Zachodniej, zwiększając łączną liczbę znanych kolonii do 66.
Badanie z 2023 wykazało, że ponad 90% kolonii pingwinów cesarskich może stanąć w obliczu niemal całkowitego wyginięcia w wyniku „katastrofalnej porażki lęgowej” spowodowanej utratą lodu morskiego.

## Zachowanie

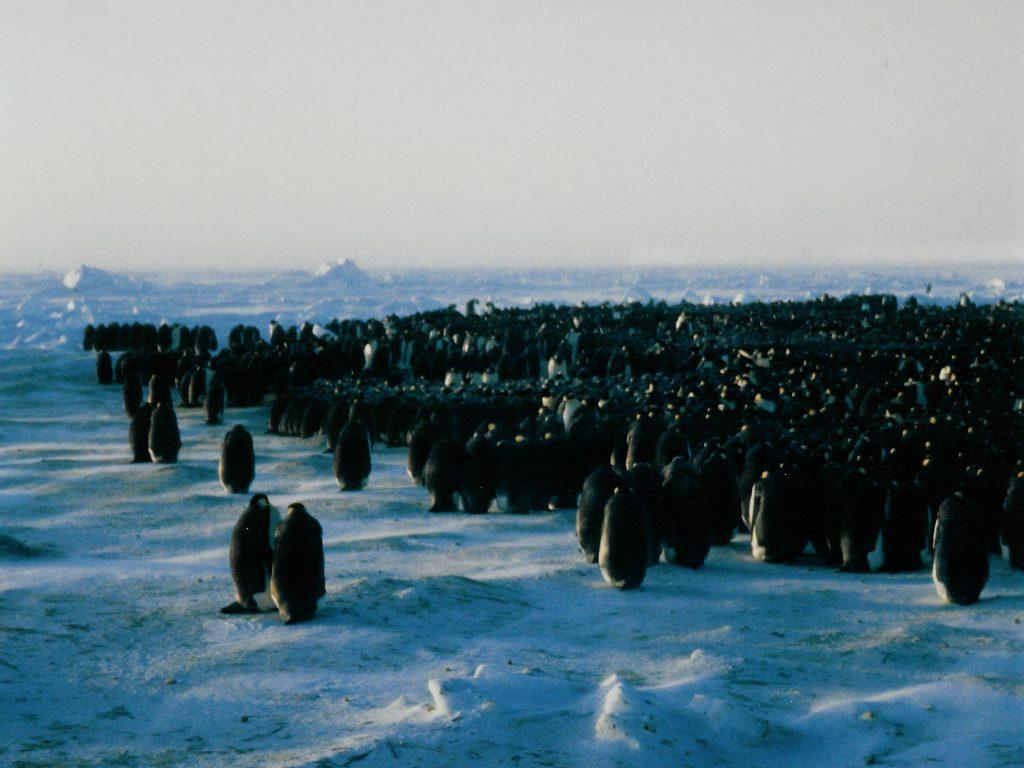
Pingwiny w kolonii lęgowej

Pingwin cesarski jest zwierzęciem społecznym, na co wskazują jego zwyczaje lęgowe oraz karmienie młodych przez obce osobniki. Ptaki polują wspólnie i mogą koordynować nurkowanie i wynurzanie, aby zmaksymalizować szanse na powodzenie łowów. Mogą wykazywać aktywność zarówno w dzień, jak i w nocy. Dorosłe samce wędrują przez większą część roku pomiędzy kolonią a obszarami oceanicznymi, gdzie żerują. Ptaki rozpraszają się z kolonii do oceanu w okresie od stycznia do marca.
Amerykański fizjolog Gerry Kooyman zrewolucjonizował badania nad zachowaniem pingwinów przy żerowaniu. W 1971 kiedy opublikował wyniki swoich badań, przeprowadzonych przy użyciu przytwierdzonych do pingwinów, automatycznych rejestratorów nurkowania, odkrył, że gatunek osiąga głębokość 265 m i nurkuje przez czas do 18 minut. Późniejsze badania pokazały, że niewielka samica zanurkowała na głębokość 535 m w pobliżu McMurdo Sound. Możliwe, że pingwiny cesarskie mogą nurkować nawet głębiej i dłużej, ponieważ dokładność przyrządów pomiarowych jest mniejsza na większych głębokościach. Późniejsze badania nad zachowaniem jednego z ptaków podczas nurkowania wykazały regularne zanurzenia do 150 m w wodzie głębokiej na około 900 m i płytkie nurkowanie na mniej niż 50 m, na przemian z głębszymi na więcej niż 400 m przy głębokościach od 450 do 500 m. Sugeruje to żerowanie w pobliżu lub na dnie morskim.
Zarówno samce, jak i samice pingwinów cesarskich potrafią pokonywać do 500 km od kolonii, poszukując pożywienia, by wykarmić młode. Łącznie pokonują 82–1454 km na jedną wyprawę. Samce powracające do morza po lęgach zmierzają bezpośrednio na obszary stale otwartych wód, znane jako połynie, około 100 km od kolonii.
Pingwin cesarski pływa efektywnie, wywierając nacisk poprzez pociągnięcia płetwami w górę i w dół. Ruch w górę działa przeciw wyporności i pomaga utrzymać głębokość. Średnia prędkość podczas pływania to 6–9 km/h. Na lądzie przemieszcza się na przemian: kołyszącym chodem i ślizgając się po lodzie na brzuchu, odpychając się stopami i płetwami. Jak wszystkie pingwiny, jest nielotem. Pingwin cesarski to bardzo silny ptak. Zanotowano przypadek, gdy sześcioosobowa załoga, próbująca schwytać jednego samca do ogrodu zoologicznego, była wielokrotnie przewracana, zanim wszyscy mężczyźni wspólnie zmierzyli się z ptakiem, ważącym około połowę tego, co jeden dorosły mężczyzna.
W obronie przed zimnem kolonia pingwinów cesarskich tworzy zwartą gromadę (znaną również jako formacja żółwia) o wielkości od dziesięciu do kilkuset ptaków, z których każdy pochyla się do przodu, opierając na sąsiedzie. Ponieważ zimne powiewy wiatru są najmniej dotkliwe w centrum kolonii, wszystkie młode osobniki są tam zwykle stłoczone. Osobniki na zewnątrz, na wprost do kierunku wiatru, mają tendencję do powolnego przesuwania się wokół krawędzi formacji i przesuwania się po zawietrznej krawędzi, powodując powolne ruchy kolonii i dając każdemu ptakowi możliwość przesunięcia do wewnątrz jak i na zewnątrz.

### Drapieżniki

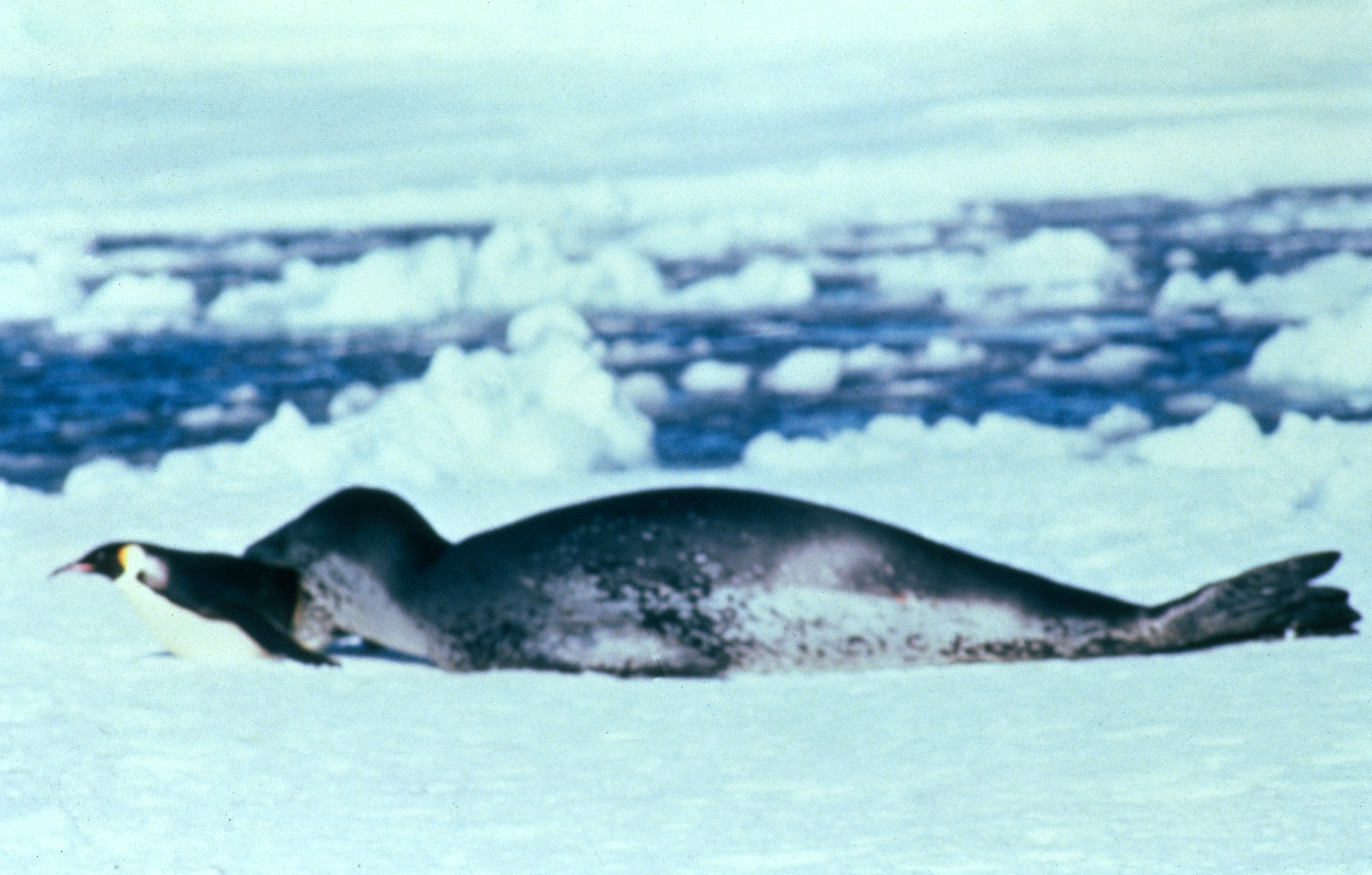
Pingwin cesarski zaatakowany przez amfitrytę lamparcią

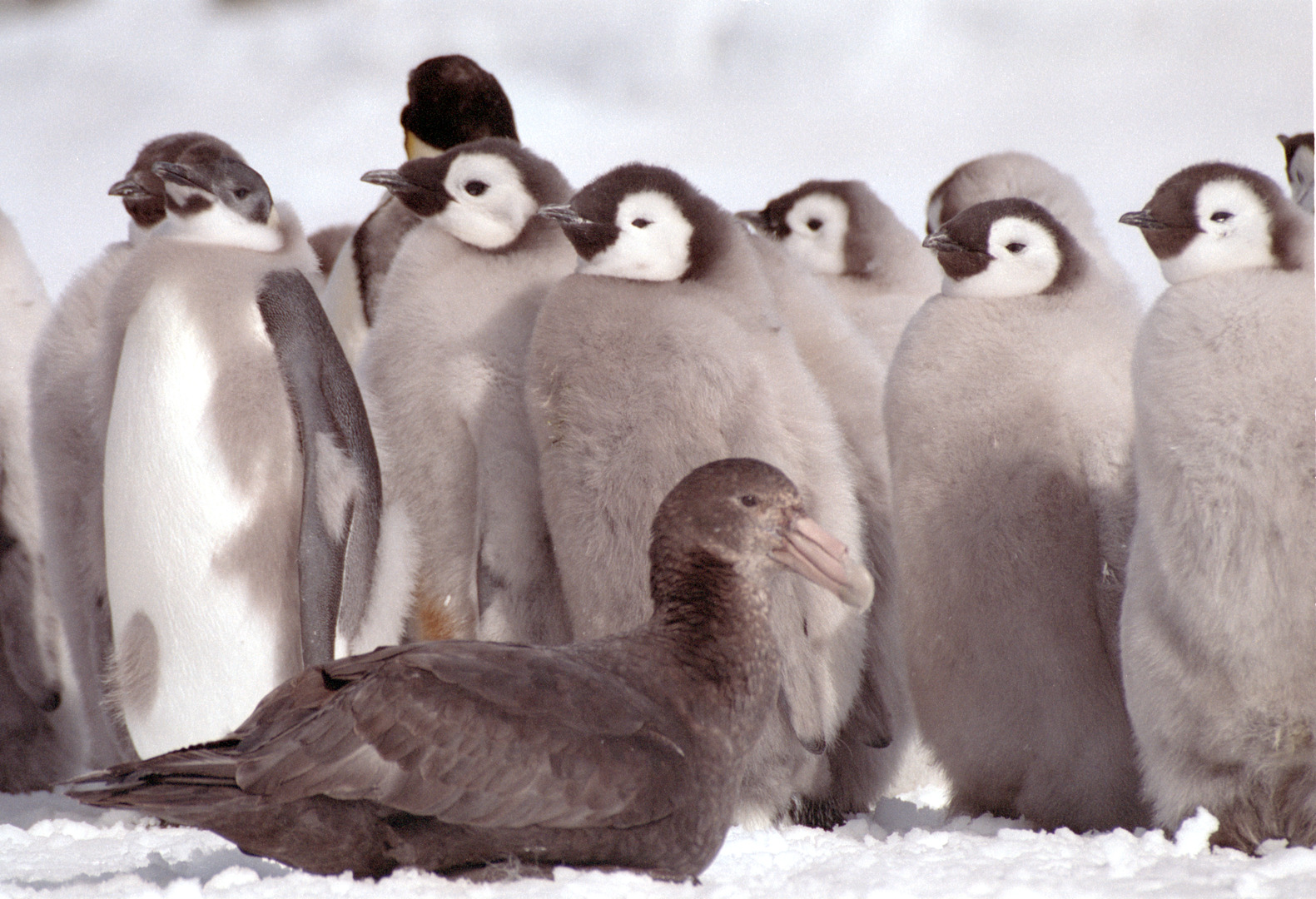
Petrelec i pisklęta pingwina cesarskiego

Drapieżniki, polujące na pingwiny cesarskie, to ptaki i ssaki morskie. Petrelce olbrzymie (Macronectes giganteus) stanowią główne zagrożenie na lądzie dla piskląt i odpowiadają za ponad jedną trzecią śmierci piskląt w koloniach, wyszukują także padłe pingwiny. Wydrzyk antarktyczny (Stercorarius maccormicki) żeruje głównie na martwych pisklętach, ponieważ żywe są już zwykle zbyt duże, by je zaatakował, gdy przybywa corocznie do kolonii. Czasem rodzic próbuje bronić pisklę przed atakiem, choć może działać bardziej pasywnie, jeśli jest słabe lub chore.
Jedynymi znanymi drapieżnikami atakującymi zdrowe, dorosłe osobniki, także w wodzie, są ssaki. Pierwszym jest amfitryta lamparcia (Hydrurga leptonyx), która atakuje młode i dorosłe ptaki, gdy tylko wejdą do wody. Orki oceaniczne (Orcinus orca) biorą za cel głównie dorosłe ptaki, choć atakują pingwiny w różnym wieku, w wodzie lub w jej pobliżu.

### Okres godowy
Choć pingwiny cesarskie osiągają dojrzałość płciową po przekroczeniu wieku trzech lat, zwykle nie zaczynają rozrodu przez następny rok do trzech lat. Roczny cykl reprodukcyjny zaczyna się na początku antarktycznej zimy, w marcu i kwietniu, kiedy wszystkie dorosłe pingwiny migrują na obszary gniazdowania kolonii. Zwykle przemierzają od 50 do 120 km lądem, od krańca paku lodowego. Rozpoczęcie wędrówki wydaje się być zapoczątkowywane przez zmniejszającą się długość dnia. Pingwiny cesarskie w niewoli skłaniano z powodzeniem do rozrodu poprzez sztuczne systemy oświetlenia, naśladujące sezonowe długości dnia na Antarktydzie. British Antarctic Survey (BAS) wykorzystała zdjęcia satelitarne do odkrycia nowych miejsc lęgowych pingwinów cesarskich na Antarktydzie. Odkrycie to zwiększyło szacowaną populację pingwinów cesarskich o 5 do 10 procent do około 278 000 par lęgowych. Biorąc pod uwagę ich odległe położenie i trudne warunki pogodowe, populacje pingwinów są wyszukiwane poprzez skanowanie zdjęć lotniczych i lokalizowanie ogromnych połaci lodu, które zostały zabarwione ich guanem. Nowe odkrycia zwiększyły liczbę znanych miejsc lęgowych z 50 do 61.

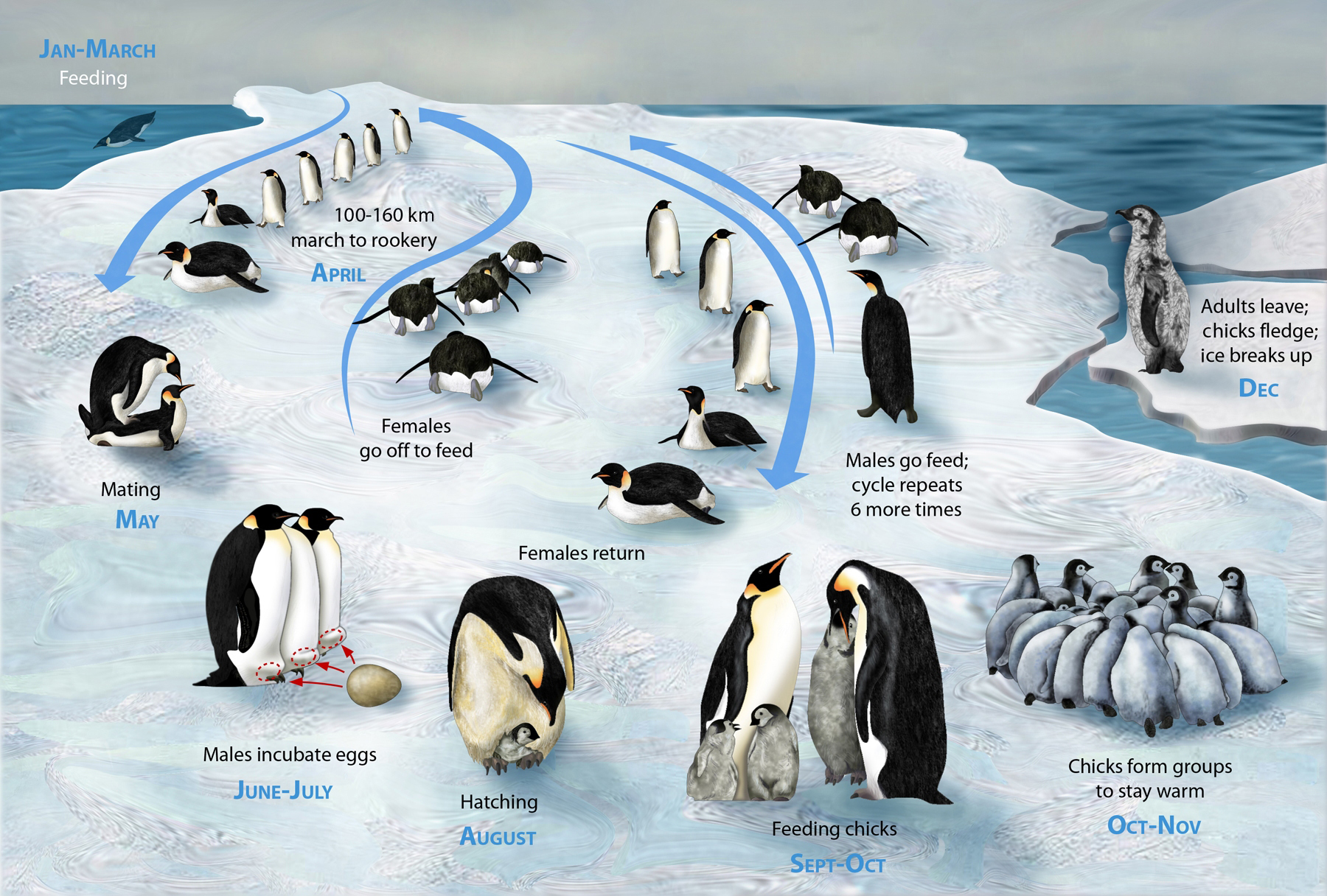
Cykl życia pingwina cesarskiego

Pingwiny zaczynają zaloty w marcu lub kwietniu, kiedy temperatura może spadać do –40 °C. Samotny samiec daje pokaz, podczas którego stoi nieruchomo i umieszcza głowę na piersi, przed wdechem i odgłosem godowym trwającym 1–2 sekundy. Wtedy przemieszcza się w obrębie kolonii i powtarza nawoływanie. Samiec i samica podczas toków stoją naprzeciw siebie, jedno z nich wyciąga głowę i szyję do góry, po czym drugie naśladuje to zachowanie, oboje partnerzy utrzymują tę pozycję przez kilka minut. Kiedy para jest razem i spaceruje wokół kolonii, samica zwykle podąża za samcem. Przed kopulacją jeden z ptaków kłania się nisko drugiemu, jego dziób skierowany jest blisko ziemi, partner robi to samo.
Wbrew powszechnemu przekonaniu pingwiny cesarskie nie łączą się w pary na całe życie. Są monogamiczne seryjnie, mając tylko jednego partnera każdego roku pozostają mu wierne. Wierność między kolejnymi latami wynosi tylko około 15%. Wydaje się, że wpływ na to ma wąskie okno czasowe, gdy możliwe jest rozmnażanie, ponieważ priorytetem jest znalezienie szybko partnera do lęgu, co zwykle wyklucza oczekiwanie na przybycie partnera z poprzedniego roku do kolonii.

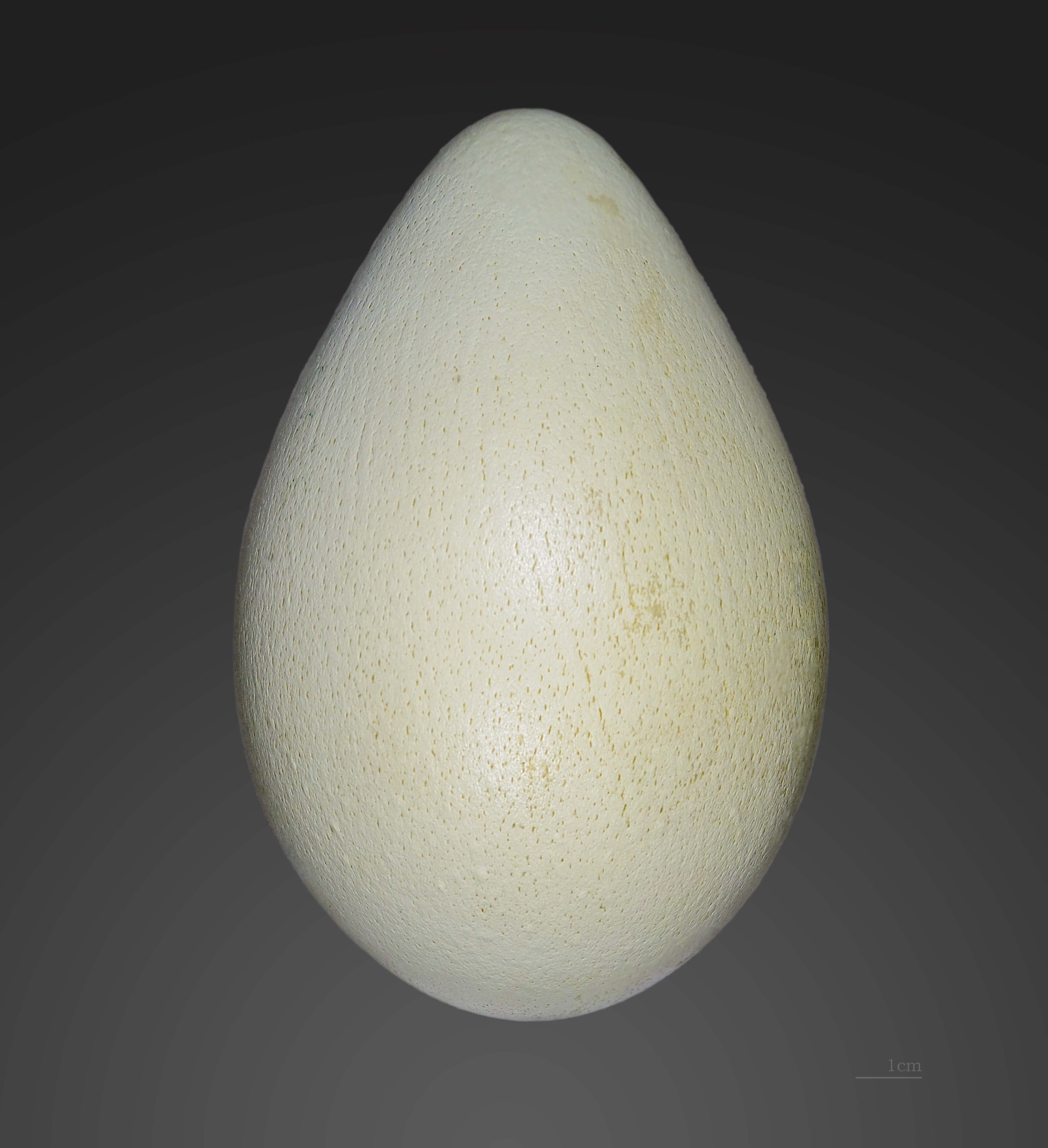
Jajo pingwina cesarskiego. Ma wymiary 13,5 × 9,5 cm i nieco gruszkowaty kształt. Muséum de Toulouse

Samica pingwina składa jedno jajo o masie 460–470 g w maju lub na początku czerwca. Ma nieco gruszkowaty kształt, bladozielono-biały kolor i wymiary około 12 na 8 cm. Stanowi zaledwie 2,3% masy ciała matki, co powoduje, że jest jednym z najmniejszych jaj w stosunku do masy samicy wśród wszystkich ptaków. 15,7% masy jaja to skorupa. Podobnie jak u innych gatunków pingwinów, skorupa jest stosunkowo gruba, co pomaga zminimalizować ryzyko pęknięcia.
Po złożeniu jaja, gdy rezerwy pokarmowe matki są wyczerpane, bardzo ostrożnie przenosi jajo do samca, a następnie natychmiast wraca na morze na dwa miesiące, aby się pożywić. Przenoszenie jaja może być niewygodne i trudne, szczególnie dla rodziców, którzy odbywają lęgi po raz pierwszy, dlatego wiele par upuszcza lub rozbija jajo podczas tego procesu. Kiedy tak się dzieje, pisklę w środku szybko ginie, ponieważ jajo nie przetrwa temperatur poniżej zera na oblodzonym terenie przez dłużej niż jedną do dwóch minut. Gdy para traci jajo w ten sposób, ich związek się kończy i oboje wracają do morza. Wrócą do kolonii w następnym roku, aby spróbować ponownie. Po tym jak samica wypływa w morze, samiec zajmuje się jajem i spędza ciemną, burzową zimę inkubując jajo w plamie lęgowej, przykrytej fałdem skóry, balansując nim na spodzie stóp przez około 65–75 dni, aż do wyklucia. Pingwin cesarski jest jedynym gatunkiem, u którego obserwuje się takie zachowanie. U wszystkich innych gatunków pingwinów oboje rodzice inkubują na zmianę. Do czasu wyklucia samiec pości przez około 120 dni od przybycia do kolonii. Aby przetrwać zimne i silne wiatry o prędkości dochodzącej do 200 km/h, samce tłoczą się razem, wymieniając się miejscem w środku. Często stoją również plecami do wiatru, aby utrzymać ciepłotę ciała. W ciągu czterech miesięcy podróży, toków i inkubacji, samiec może stracić nawet 20 kg całkowitej masy – chudnąc z 38 do 18 kg.
Wykluwanie może trwać nawet dwa lub trzy dni, ponieważ skorupa jaja jest gruba. Nowo wyklute pisklęta są półgniazdownikami, pokryte tylko cienką warstwą puchu i całkowicie zależne od rodziców w kwestii dostarczania pożywienia i ciepła. Pisklę zwykle wykluwa się przed powrotem matki, a ojciec karmi je przypominającą zsiadłe mleko substancją zwaną „ptasim mleczkiem”, składającą się w 59% z białek i w 28% lipidów, która jest wytwarzana przez gruczoł w przełyku. Zdolność do produkcji „ptasiego mleczka” u ptaków występuje tylko u gołębi, flamingów i samców pingwinów cesarskich. Ojciec jest w stanie produkować mleko, aby karmić pisklę przez zazwyczaj od 4 do 7 dni, dopóki samica nie wróci z łowów na morzu z pokarmem, aby właściwie je nakarmić. Jeśli samica się spóźni, pisklę umrze. Młode pisklę jest w tzw. fazie ochronnej, spędzając czas balansując na stopach rodzica i chroniąc się przed mrozem w fałdzie skórnym.

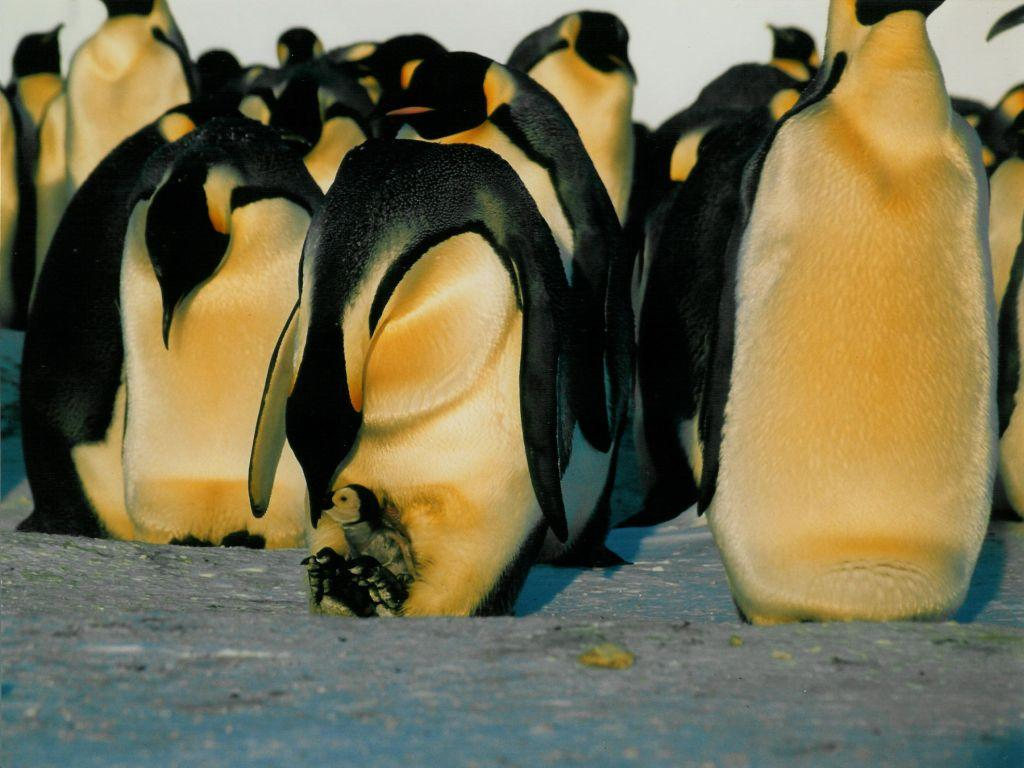
Pingwin cesarski podczas karmienia piskląt

Samica pingwina powraca w przedziale od wyklucia do około dziesięciu dni później, od połowy lipca do początku sierpnia. Znajduje swojego partnera pośród setek ojców dzięki jego nawoływaniu i przejmuje opiekę nad pisklęciem, karmiąc je poprzez regurgitację częściowo strawionych ryb, kalmarów i kryla, które zgromadziła w żołądku. Samiec często niechętnie oddaje pisklę, którym się opiekował, ale wkrótce opuszcza rodzinę, by spędzić swoją kolej na morzu, od 3 do 4 tygodni, żywiąc się przed powrotem. Rodzice, jedno po drugim, zajmują się młodym, podczas gdy drugie żeruje na morzu. Jeśli jedno z rodziców spóźni się lub nie wróci do kolonii, samotny rodzic wróci do morza, aby się wyżywić, pozostawiając pisklę na śmierć. Porzucone jaja nie wykluwają się, a osierocone pisklęta nigdy nie przeżywają. Samice pingwina cesarskiego, które nie znalazły partnera do rozrodu lub straciły własne pisklę, mogą próbować adoptować zbłąkane młode lub ukraść potomstwo innej samicy. Matka i sąsiednie samice będą walczyć o ochronę pisklęcia lub odzyskanie go, jeśli zostanie wykradzione. Te potyczki z udziałem kilku ptaków często powodują uduszenie pisklęcia lub zadeptanie go na śmierć. Pisklęta, które zostały adoptowane lub skradzione, są szybko porzucane, ponieważ samica nie jest w stanie samodzielnie karmić i zajmować się pisklęciem. Młode bez rodziców wędrują po kolonii, szukając pożywienia i ochrony przed innymi dorosłymi. Będą nawet próbować schronić się pod fałdą dorosłego ptaka, która jest już zajęta przez jego własne potomstwo. Są brutalnie wypędzane przez dorosłe osobniki i ich pisklęta. Wszystkie osierocone pisklęta szybko osłabną i umrą z głodu lub zamarzną.
Około 45–50 dni po wykluciu pisklęta tworzą żłobek, przybliżając się do siebie, zapewniając sobie ciepło i ochronę. W tym czasie oboje rodzice żerują na morzu i okresowo wracają, aby nakarmić swoje potomstwo. Żłobek może składać się z około kilkunastu, do kilku tysięcy gęsto stłoczonych piskląt i jest niezbędny do przetrwania przy niskich temperaturach Antarktydy.
Od początku listopada pisklęta zaczynają pierzenie, które trwa do dwóch miesięcy i zwykle nie kończy się przed opuszczeniem kolonii. Dorośli przestają je w tym czasie karmić. Wszystkie ptaki odbywają w grudniu i styczniu, już znacznie krótszą, wyprawę na morze. Ptaki spędzają tam resztę lata na żerowaniu.

### Pożywienie
Dieta pingwina cesarskiego składa się głównie z ryb, skorupiaków i głowonogów, chociaż skład różni się w zależności od populacji. Ryby są zwykle najważniejszym źródłem pożywienia, a śledzik antarktyczny (Pleuragramma antarcticum) stanowi większość diety. Inne często odnotowywane ofiary to ryby z rodziny Nototheniidae, kałamarnice Psychroteuthis glacialis i Onychoteuthidae (np. gatunek Kondakovia longimana), jak również kryl antarktyczny (Euphausia superba). Pingwin cesarski szuka ofiar na otwartych wodach Oceanu Południowego, w wolnej od lodu wodzie lub pęknięciach pływowych lodu. Jedną z jego strategii polowań jest nurkowanie na około 50 m, skąd łatwo może dostrzec ryby sympagiczne takie jak Pagothenia borchgrevinki, pływające blisko powierzchni dna lodu morskiego. Pingwin podpływa w górę i łapie je przy lodzie. Następnie nurkuje ponownie i powtarza sekwencję około pół tuzina razy, zanim wypłynie na powierzchnię, aby zaczerpnąć powietrza.

## Relacje z ludźmi

### W ogrodach zoologicznych i akwariach

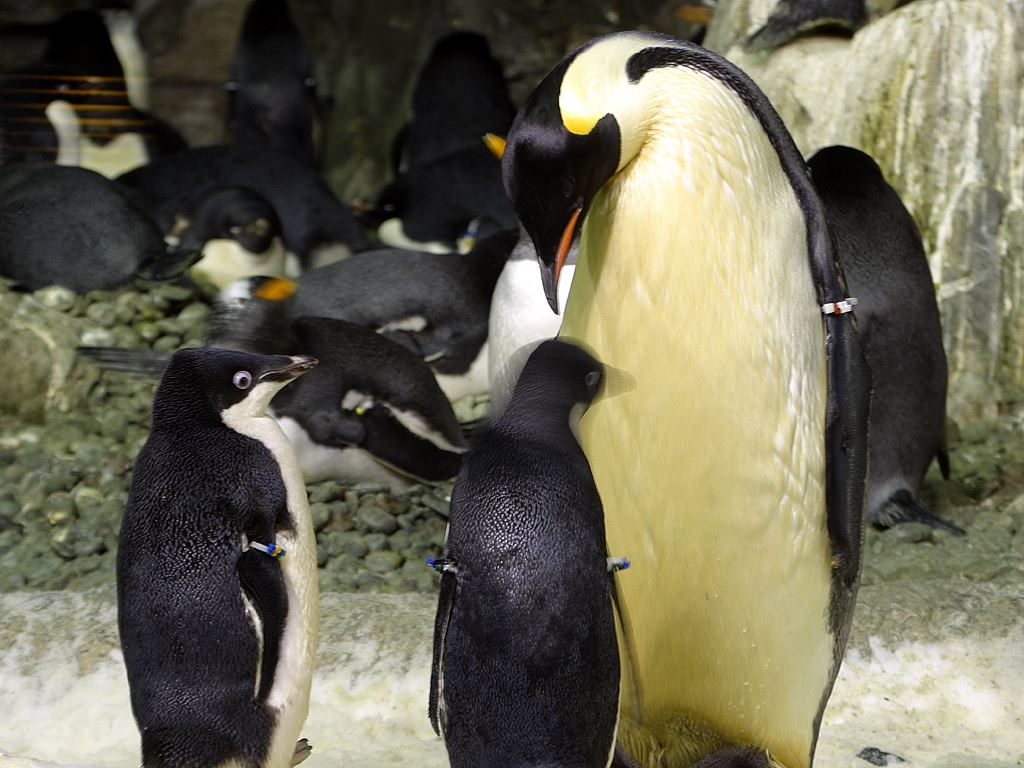
Dwa pingwiny białookie i pingwin cesarski w SeaWorld San Diego

Od lat 30. XX wieku podejmowano kilka prób rozmnażania pingwinów cesarskich w niewoli. Malcolm Davis ze Smithsonian National Zoological Park podjął wczesne próby hodowli pingwinów, przechwytując kilka z Antarktydy. Udało mu się przenieść pingwiny do parku 5 marca 1940 roku, gdzie żyły do 6 lat.
Do lat 60. próby te w większości kończyły się niepowodzeniem, ponieważ wiedza na temat hodowania pingwinów była ograniczona i zdobywana metodą prób i błędów. Pierwszą placówką, która osiągnęła sukces na tym polu, było Aalborg Zoo, gdzie został zbudowany chłodzony dom, przeznaczony specjalnie dla tego gatunku. Jeden z osobników mieszkał w tym ogrodzie przez 20 lat, wykluło się tam również pisklę, które jednak wkrótce potem padło.
Obecnie gatunek ten jest trzymany w kilku zoo i publicznych akwariach w Ameryce Północnej i Azji. Pingwiny cesarskie zostały po raz pierwszy z powodzeniem reprodukowane w SeaWorld San Diego. Od 1980 wykluło się tam ponad 20 tych ptaków. Uważany jest za gatunek sztandarowy (ang. flagship species). W 1999, w niewoli, w północnoamerykańskich ogrodach zoologicznych i akwariach doliczono się 55 osobników. W Chinach po raz pierwszy odchowano pingwina cesarskiego w Nanjing Underwater World w 2009, a następnie w Laohutan Ocean Park w Dalian w 2010. Od tego czasu był trzymany i hodowany w kilku innych obiektach w Chinach, a jedyne potwierdzone pingwinie bliźnięta (ptak ten zwykle składa tylko jedno jajo) wykluły się w Sun Asia Ocean World w Dalian w 2017. W Japonii gatunek zamieszkuje Port of Nagoya Public Aquarium oraz Wakayama Adventure World, gdzie również potwierdzono wyklucie.

### Ratowanie i rehabilitacja
W czerwcu 2011 na plaży w Peka Peka, na północ od Wellington w Nowej Zelandii, znaleziono młodego pingwina cesarskiego. Zjadł 3 kg piasku, który prawdopodobnie pomylił ze śniegiem, a także patyki i kamienie. Z tego powodu musiał przejść szereg operacji w celu ich usunięcia, by uratować mu życie. Po dojściu do zdrowia, 4 września, młody osobnik o imieniu „Happy Feet” (od nazwy filmu z 2006), został wyposażony w urządzenie śledzące i wypuszczony na Ocean Południowy, 80 km na północ od Wyspy Campbella. Jednak 8 dni później naukowcy stracili kontakt z ptakiem, co sugeruje, że nadajnik spadł (bardziej prawdopodobne) lub że został pożarty przez drapieżnika (mniej prawdopodobne).

### Odniesienia kulturowe
Unikalny cykl życia tego gatunku w tak trudnym środowisku był opisywany w różnych środkach przekazu – drukowanych jak i audiowizualnych. Apsley Cherry-Garrard, badacz Antarktydy, napisał w 1922: Podsumowując, nie sądzę, aby ktokolwiek na Ziemi miał gorzej niż pingwin cesarski. Francuski film dokumentalny Marsz pingwinów (La Marche de l'empereur), wyświetlany w wielu kinach w 2005, ukazuje cykl życia tego gatunku. Ten sam temat był również ukazywany na małym ekranie pięciokrotnie przez prezentera BBC Davida Attenborough: pierwszy raz w odcinku piątym serii z 1993, Life in the Freezer, ponownie w serii z 2001 The Blue Planet, po raz kolejny w serii z 2006 Planet Earth, w Frozen Planet z 2011 i w godzinnym programie poświęconym temu gatunkowi, w 2018, w serii Dynasties.
Film animowany Happy Feet (2006, a następnie sequel Happy Feet Two, 2011) przedstawia pingwiny cesarskie jako główne postacie, szczególnie poświęcony jest jednemu z nich, który uwielbia tańczyć. Chociaż jest to komedia, to ukazuje również cykl życia tych ptaków i propaguje przekaz środowiskowy o zagrożeniach wynikających z globalnego ocieplenia i wyczerpywania źródeł żywności poprzez przełowienie. Animowany obraz Surf's Up (2007) przedstawia pingwina cesarskiego o imieniu Zeke „Big-Z” Topanga.
Ponad 30 krajów przedstawiało ptaka na swoich znaczkach, niektóre kraje, w tym Australia, Wielka Brytania, Chile i Francja, wydały po kilka. W 1962 został umieszczony na banknocie 10 franków, dla upamiętnienia wyprawy na Antarktydę.
W 1998 kanadyjski zespół The Tragically Hip skomponował piosenkę Emperor Penguin, do albumu Phantom Power.
Bohater kryminałów DC Comics, Oswald Chesterfield Cobblepot, znany również jako „Pingwin”, stylizuje się na pingwina cesarskiego, co jest często wspominane w opowieściach, np. w jego pseudonimie „Forster Aptenodytes”. Film Tima Burtona Batman Returns (Powrót Batmana – 1992) przedstawia Cobblepota (Danny DeVito) jako zdziczałe dziecko wychowane w zoo w Gotham przez pingwiny cesarskie, grane przez niskorosłych aktorów, w tym Felixa Silla. Większość innych wersji historii postaci nie zawiera tego elementu.